# Paul Darmanin
Paul Darmanin OFMCap (* 6. November 1940 in Santa Venera; † 25. Juli 2023 in Floriana) war ein maltesischer Ordensgeistlicher und römisch-katholischer Bischof von Garissa im Osten Kenias.

## Leben
Paul Darmanin trat in die Ordensgemeinschaft der Kapuziner ein und empfing am 25. März 1966 das Sakrament der Priesterweihe.
Am 3. Februar 1984 ernannte ihn Papst Johannes Paul II. zum Bischof von Garissa. Der Erzbischof von Malta, Joseph Mercieca, spendete ihm am 3. Juni desselben Jahres die Bischofsweihe; Mitkonsekratoren waren der Erzbischof von Cardiff, John Aloysius Ward OFMCap, und der Bischof von Marsi, Biagio Vittorio Terrinoni OFMCap.
Papst Franziskus nahm am 8. Dezember 2015 seinen altersbedingten Rücktritt an.